# 学校法人純真学園
学校法人純真学園（がっこうほうじんじゅんしんがくえん）は福岡県福岡市南区筑紫丘1丁目1番1号に本部をおく日本の学校法人。純真学園大学などの設置者。

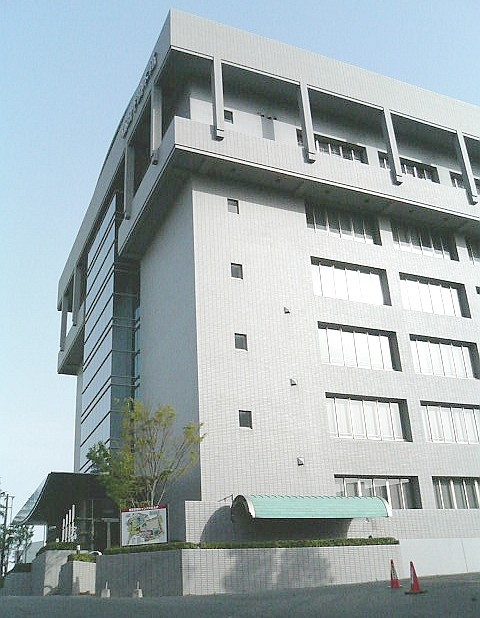
純真学園本館

## 設置校

### 大学
- 純真学園大学

### 短期大学
- 純真短期大学
- 埼玉純真短期大学

### 高等学校
- 純真高等学校

## 廃止校

### 大学
- 東和大学

### 中学校
- 純真中学校

## 移管校

### 高等学校
東和大学附属昌平高等学校

## 沿革
- 1956年（昭和31年） - 学校法人純真女子学園設立。および純真女子高等学校設置。
- 1957年（昭和32年） - 法人名を福田学園と改称。純真女子短期大学設置。
- 1966年（昭和41年） - 福田学園中学校設置、純真女子高等学校を男女共学化。
- 1967年（昭和42年） - 東和大学設置。
- 1968年（昭和43年） - 福田学園中学校・純真女子高等学校を東和大学附属中学校・東和大学附属東和高等学校と改称。
- 1978年（昭和53年） - 東和大学国際教育研究所開設。
- 1979年（昭和54年） - 東和大学附属昌平高等学校設置。
- 1983年（昭和58年） - 埼玉純真女子短期大学設置。
- 1997年（平成9年） - 福田学園本館竣工。
- 2006年（平成18年）8月 - 東和大学の2007年以降の入学者募集中止を決定。
- 2007年（平成19年） - 法人名を純真学園と改称。
  - 純真女子短期大学・埼玉純真女子短期大学を純真短期大学・埼玉純真短期大学と改称。
  - 東和大学附属東和高等学校・東和大学附属中学校を純真中学校・純真高等学校に改称（同時に純真中学校は募集停止）。
  - 東和大学附属昌平高等学校を学校法人昌平学園に移管。
- 2009年（平成21年） - 純真中学校を休校。
  - 純真短期大学・埼玉純真短期大学が財団法人短期大学基準協会の第三者評価適格認定を受ける。
- 2011年（平成23年） - 純真学園大学設置。東和大学閉学。
- 2012年（平成24年） - 純真中学校廃校。

## 歴代理事長一覧
| 代   | 氏名       | 就任時期        | 略歴                 |
| ---- | ---------- | --------------- | -------------------- |
| 初代 | 福田昌子   | 1956年 - 1976年 | 医学博士、衆議院議員 |
| 2代  | 福田敏南   | 1976年 - 1999年 | －                   |
| 3代  | 福田庸之助 | 1999年 -        | －                   |